# Барлассіна
Барлассіна (італ. Barlassina) — муніципалітет в Італії, у регіоні Ломбардія,  провінція Монца і Бріанца.
Барлассіна розташована на відстані близько 500 км на північний захід від Рима, 22 км на північ від Мілана, 13 км на північний захід від Монци.
Населення — 6956 осіб (2014).
Щорічний фестиваль відбувається 31 січня. Покровитель — San Giulio.

## Демографія
Населення за роками:

Станом на 1 січня 2023 року в муніципалітеті офіційно проживало 608 іноземців з 41 країни, серед них 110 громадян країн Євросоюзу та 60 громадян України.

## Сусідні муніципалітети
- Кольяте
- Лентате-суль-Севезо
- Меда
- Севезо